# 구보 리쿠토
구보 리쿠토(일본어: 久保 吏久斗, 1997년 1월 23일~)는 일본의 축구 선수이다.

## 구단 경력
그는 2019년 일본 풋볼 리그의 MIO 비와코 시가에 입단했고, 2년동안 팀에서 뛰었다. 2021년 FC 오사카로 이적했다. 2022년 일본 풋볼 리그 준우승으로 J3리그로 승격했다.